# Communio
Communio est une revue internationale catholique fondée à l'initiative du théologien bâlois Hans Urs von Balthasar au début des années 1970. Elle se situe dans la lignée de la Nouvelle Théologie.

## Histoire

### Origines
L'idée originelle de Communio est lancée par le théologien suisse Hans Urs von Balthasar en 1969. Celui-ci avait déjà donné son nom à la revue Concilium, publication défendant la théologie conciliaire issue de Vatican II et dans laquelle il publie cinq articles entre 1965 et 1968. Mais le théologien bâlois exprime bientôt des réserves envers le travail du concile dont il estime qu'il s'est trop attaché aux matières ecclésiologiques plutôt que christologiques, désapprouve la contestation grandissante contre l'encyclique Humanae vitae de Paul VI et ne souscrit pas à la revendication de Concilium à une pleine liberté en matière de recherche théologique.
En 1969, le pape institue la Commission théologique internationale qui rassemble certains « oubliés de Vatican II » à l'instar d'Urs von Balthasar et Louis Bouyer, parmi d'autres théologiens dont quelques-uns se rassemblent bientôt autour du théologien bâlois dans le but de créer un périodique capable de contrer  la vague de contestations en réaffirmant les fondamentaux de la foi catholique ; outre Balthazar et  Bouyer, on compte les Français Marie-Joseph Le Guillou et Henri de Lubac, l'Allemand Joseph Ratzinger (devenu le pape Benoît XVI en 2005) ou encore le Chilien Jorge Medina. Le groupe, qui bénéficie du soutien de Jean Daniélou, fraîchement devenu cardinal, entend « dépasser la division simpliste de la théologie moderne entre « conservatisme » ou « progressisme », dans le contexte post-conciliaire ». L'idée est de proposer un périodique à la structure moins centralisée que Concilium, avec plusieurs rédactions linguistiques autonomes mais en accord sur l’essentiel avec un programme de publications plus varié que sa « concurrente ».

### Parution
L'édition germanophone, dirigée par Franz Greiner, paraît en janvier 1972 et compte dans son comité de rédaction les futurs cardinaux Balthasar, Ratzinger et Karl Lehmann. Dans le « programme »  rédigé par Balthasar et repris par le premier numéro de chacune des éditions linguistiques, ce dernier propose de développer la théologie post-concilliaire « en s'exposant sans se reposer sur la possession d’un capital de vérités de foi », les hommes « entrant en communion quand ils n’ont ni pudeur ni honte à s’exposer les uns devant les autres ».
La version italienne, bien que non prévue initialement, paraît à la suite de la rencontre entre Balthasar et les fondateurs du mouvement catholique Comunione e Liberazione qui prend en charge la publication de la revue dès 1972 et réunit des théologiens au nombre desquels Giuseppe Colombo (it)  et Eugenio Corecco ou leur cadet Angelo Scola. 
En France, Communio, dont le lancement est initialement programmé en même temps qu'en Allemagne dans la mesure où ces deux pays sont les plus touchés par la crise post-conciliaire aux yeux des fondateurs, connaît différentes vicissitudes. Une première équipe rassemblée par le dominicain Marie-Joseph Le Guillou échoue à mener le projet à terme avant que, en 1971, l'équipe et Balthasar lui-même contactent l'historien du christianisme Henri-Irénée Marrou pour prendre en charge l'édition française. Là encore, l'initiative n'aboutit pas et Marrou publie avec son équipe la revue Les Quatre Fleuves, un « Cahier de recherches et de réflexion religieuses » qui paraît à partir de 1973 et se veut la réponse d’une génération  d’universitaires laïcs nés entre les deux guerres, essentiellement historiens du christianisme, à la crise de l’école et de l’Église depuis 1968. Une troisième tentative, qui sera la bonne, est due à l'initiative de Jean Daniélou, qui, en 1974, présente à Balthasar les jeunes universitaires ayant relancé la revue catholique Résurrection sous la houlette du prélat Maxime Charles, Jean Duchesne, Jean-Luc Marion, Rémi Brague et Jean-Robert Armogathe, une génération à forte dominante philosophique dont les trois derniers sont issus de la promotion 1967 de la rue d'Ulm. 
Des éditions espagnole, croate, américaine, argentine, brésilienne, polonaise rejoignent le mouvement initial, dont certaines connaissent une existence éphémère (Liban et Ukraine) tandis que d'autres arrêtent leur parution comme au Brésil, au Chili, en Espagne et en Italie.

### Positionnement
Si cette revue se donne pour vocation de dépasser du clivage traditionnel des théologiens entre modernistes et traditionalistes, en permettant l'émergence d'un nouveau courant qui se veut « plus ouvert » que la revue Concilium, la revue est volontiers décrite comme la publication rivale de cette dernière. Le sociologue des religions Jean-Louis Schlegel explique que Communio a été créée pour défendre fermement, voire « inconditionnellement » un point de vue romain. À l'instar de son aînée libérale, cette revue donne la parole aux théologiens laïcs, et s'intéresse au domaine culturel. 
L'historien Étienne Fouilloux décrit en 2017 la ligne de l'édition francophone de Communio : « À rebrousse-poil de la critique des sciences humaines, de l’engagement militant et du tout politique, tendances lourdes des années 1965-1975 dans le catholicisme français, [elle] propose une confession argumentée de la foi catholique qui lui assure l’adhésion des déçus de Vatican II et ceux de leurs petits-enfants qui estiment que l’histoire de l’Église n’a pas trouvé son terme à Vatican II. Cette posture identitaire lui vaut un succès qui ne se dément pas quarante ans après ».

## Éditions
En 2023, il existe onze éditions de Communio, en Allemagne, en Argentine, en Croatie, aux États-Unis, en Hongrie, aux Pays-Bas/Belgique flamande, en Pologne, au Portugal, en République tchèque et en Slovénie.
Les numéros de l'édition francophone de la revue sont publiés sur le portail web Cairn.info conjointement à la publication imprimée depuis le n° 2017/1. Les numéros les plus récents sont publiés en accès payant. La période d'embargo couvrant trois ans, les articles plus anciens sont publiés en accès gratuit.